# Марсилио, Марко
Марко Марсилио (итал. Marco Marsilio; род. 17 февраля 1968 года, Рим) — итальянский политик, член партии «Братья Италии». Президент региона Абруццо с 2019 года.

## Биография
Его родители родом из Токко-да-Казаурия. Он изучал философию в Римском университете Ла Сапиенца. Преподаватель эстетики, музееведения и маркетинга в области культурного наследия в Link Campus University.
В период с 80-х по 90-е годы Марсилио участвовал в университетских движениях, присоединился к молодежному движению Национального альянса и избирался в городской совет Рима с 1997 по 2008 год.
В 2008 году Марсилио стал членом Палаты депутатов от партии «Народ свободы». В 2012 году он стал одним из основателей правой партии «Братья Италии» во главе с Джорджией Мелони. На выборах в 2018 году Марсилио был избран в Сенат.
Кандидат на должность президента Абруццо от правоцентристской коалиции на региональных выборах в 2019 году.
10 февраля 2019 года состоялись выборы, на которых блок во главе с Марсилио одержал победу. 23 февраля апелляционный суд Л’Акуилы подтвердил полномочия избранных депутатов регионального совета и самого Марсилио как главы администрации. Из 30 мест в региональном совете правоцентристы получили 18, которые распределились следующим образом: 10 мандатов получила Лига Севера, 3 — Вперёд, Италия, 2 — Братья Италии, 1 — «Политическое действие», 1 — объединение СЦ, сторонников Джанфранко Ротонди, IDeA.
10 марта 2024 года победил на региональных выборах с результатом 53,5 % и остался на второй срок полномочий. Возглавляемая Марсилио правоцентристская коалиция с участием местных отделений Братьев Италии, «Вперёд, Италия» и Лиги получила 17 мест в региональном совете, а левоцентристская коалиция с участием Демократической партии и Движения пяти звёзд — 12.

## Личная жизнь
Женат, имеет дочь.